# Stuckton
Stuckton est un hameau situé dans le parc national New Forest, parc national du Hampshire, en Angleterre.
La ville la plus proche est Fordingbridge qui se trouve à environ 1,7 km au nord-ouest du village.

## Vue d'ensemble
Stuckton est un hameau de la paroisse civile de  Hyde. Il est situé s
dans la vallée de l'Avon et autour du ruisseau Ditchend.
Le côté ouest du hameau est en dehors du parc national de New Forest.
Le hameau contient plusieurs bâtiments victoriens et a aussi une petite chapelle, située derrière l'ancien bureau de poste.
Stuckton est connu localement pour l'hôtel-restaurant appelé The Three Lions.

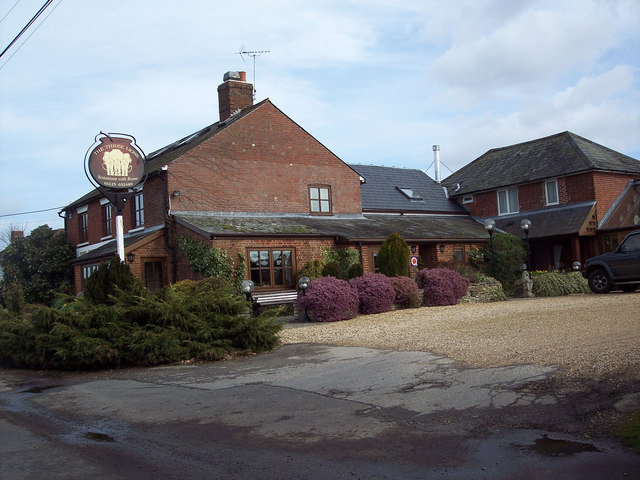
The Three Lions, restaurant-hôtel.
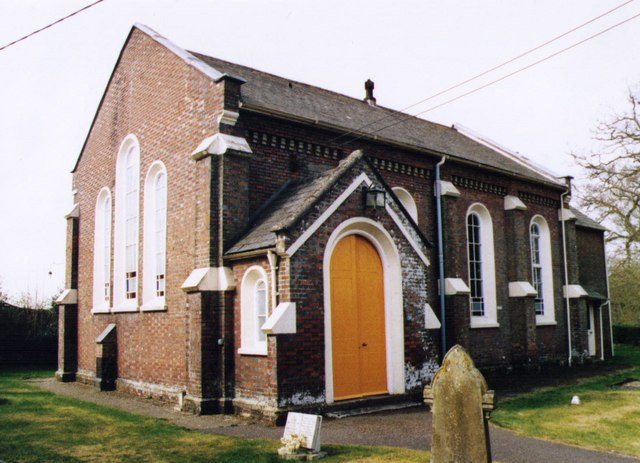
Chapelle évangélique.
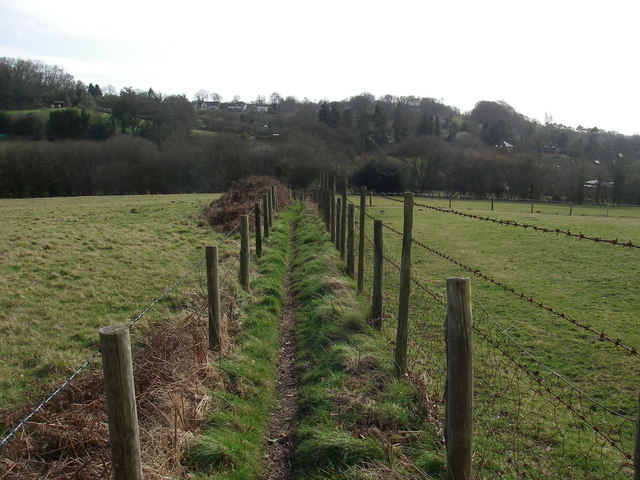
Sentier pédestre en direction de Hyde.

## Industrie mécanique
Stuckton était autrefois le siège des « Stuckton Iron Works » qui ont vu le jour vers 1770 comme fonderie de fer et fabrication de machines agricoles. Un générateur Cornish a fourni le courant nécessaire pour l'atelier, la forge et le façonnage . Les premiers moteurs de traction à vapeur mobiles y auraient été fabriqués au début du XIXe siècle,.
La fonderie de Stuckton a fermé ses portes en 1908 mais la fabrication de machines agricoles a continué sous le nom d'Armfields Engineering Company.